# Ikune Sawada
Ikune Sawada (* 30. August 1936 in Okayama, Japan) ist ein japanisch-amerikanischer Maler, Gärtner und Bonsai-Meister, der vor allem für seine Landschaftsmalerei und Gartenkunst bekannt ist.

## Leben
Sawada erhielt 1960 seinen Bachelor of Arts von der Universität Kyōto, wo er Malerei, Kunstgeschichte und Pädagogik studierte. Von 1960 bis 1965 betrieb er in Kobe, Kyoto einen Handel mit antiker Kunst, speziell mit Keramik. Nach seiner Übersiedlung in die Vereinigten Staaten ließ er sich zunächst in Seattle und später in Walla Walla, Washington, nieder. In Walla Walla lebte er mit seinem langjährigen Lebensgefährten, dem Maler Neil Meitzler (1930–2009).

## Werk
Sawada ist bekannt für seine Landschaftsbilder, die häufig die Natur des pazifischen Nordwestens der USA darstellen. Seine Werke zeichnen sich durch eine harmonische Farbpalette und eine tiefe Verbundenheit mit der Natur aus. Neben der Malerei ist Sawada ein anerkannter Bonsai-Meister und Gärtner, dessen Gärten und Bonsai-Arbeiten für ihre Schönheit und Präzision geschätzt werden. 

## Ausstellungen
- 2017: The Collected Life of Ikune Sawada. Sheehan Gallery, New York.[4]